# Disphragis masta
Disphragis masta är en fjärilsart som beskrevs av William Schaus 1894. Disphragis masta ingår i släktet Disphragis och familjen tandspinnare. Inga underarter finns listade i Catalogue of Life.